# Borsalino

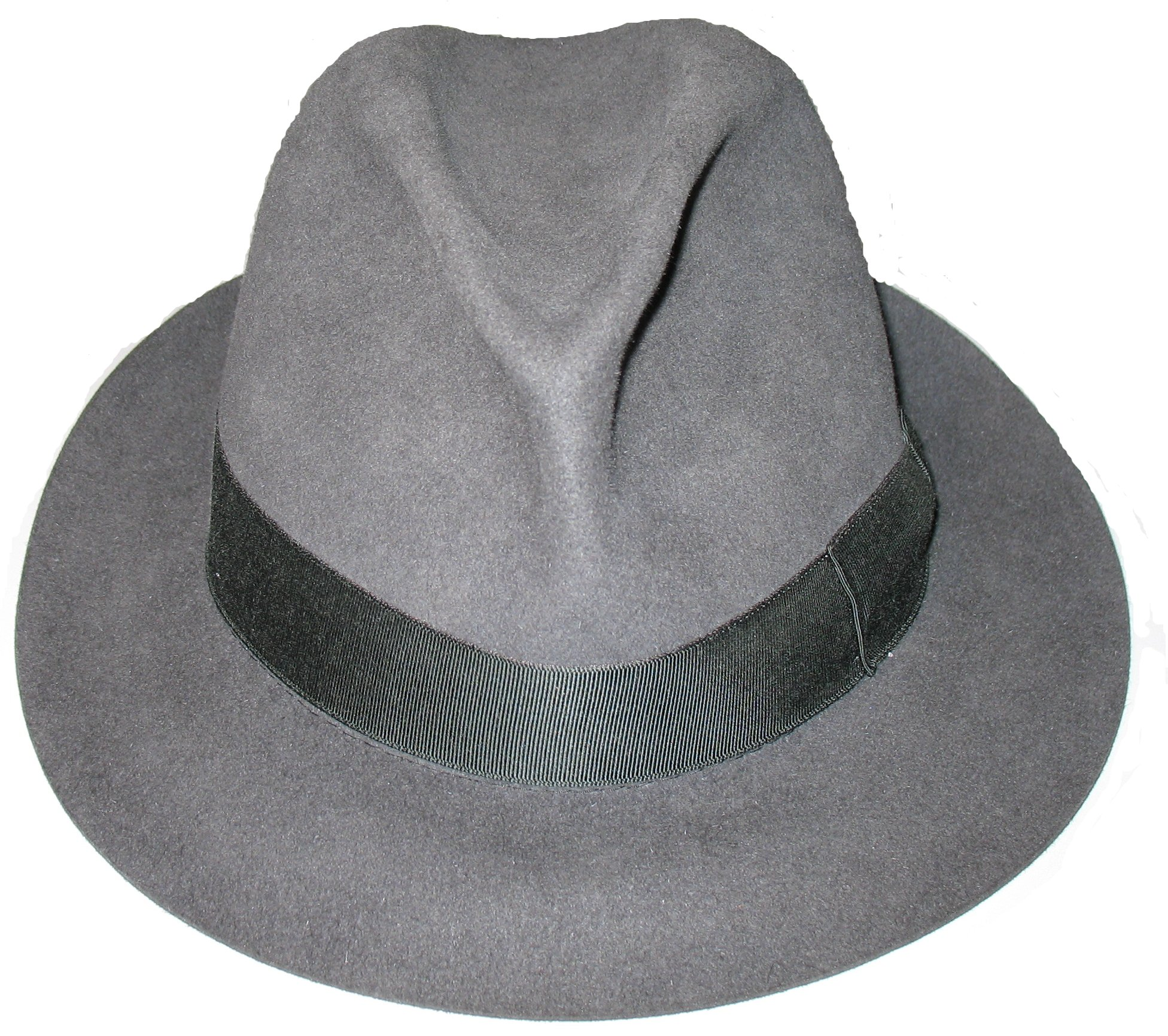
Un borsalino de la marca Borsalino

El borsalino, o barret borsalino, és un barret tou o semirígid, generalment de feltre, que quant a la forma es caracteritza per l'ala perimetral tova i bastant ampla i per la copa lleugerament inclinada, pinçada a cada costat i amb una arruga profunda tot al llarg de la part superior; normalment va ornat amb una cinta.
El mot borsalino, adoptat per la majoria de llengües romàniques, és substantivació antonomàstica de la marca Borsalino, l'empresa que creà aquesta tipologia de barret. Cal distingir, doncs, entre el substantiu borsalino, que designa aquesta tipologia de barret, independentment de la marca, i, d'altra banda, la capelleria homònima d'Alessandria, que confecciona tota mena de barrets amb la marca registrada Borsalino. En anglès aquesta mena de barret es coneix com a fedora, pel títol del drama Fédora (1882) de Victorien Sardou, en què Sarah Bernhardt es cofava amb un borsalino (el nom s'introduí en anglès arran de l'estrena estatunidenca de l'obra, el 1889).
El borsalino fou dissenyat per l'empresa homònima el 1857, i obtingué premis en diverses fires internacionals. Fou barret de dona entre la dècada de 1890 i la Primera Guerra Mundial, aproximadament. En canvi, fou el barret d'home més popular entre els anys vint (en què arracona, si no reemplaça, el similar homburg) i els anys seixanta, quan dur barret deixà d'ésser habitual. És per aquesta raó que el borsalino apareix molt sovint en la iconografia de l'època, incloent-hi el cinema (així com en les reconstruccions històriques, per fidelitat documental); de fet, per a moltes generacions la primera imatge mental que suscita el mot barret és la d'un borsalino.
Val la pena puntualitzar que en anglès s'anomena trilby un tipus de borsalino d'ala estreta i girada per la banda posterior. També aquest nom procedeix del títol d'una obra de teatre en què apareixia el model: Trilby, adaptació escènica de la novel·la homònima (1894) de George du Maurier. Al món anglosaxó el trilby, en ús des de la dècada de 1890, es considera de tradició britànica, mentre que el borsalino més típic (el fedora de l'anglès) s'introduí al Regne Unit procedent dels EUA. Ha esdevingut un tòpic representar els inspectors de policia britànics cofats amb trilby.